# ليلى حمو بوتليليس
ليلى حمو بوتليليس سياسية جزائرية، شغلت منصب وزيرة منتدبة لدى وزير التعليم العالي والبحث العلمي، مكلفة بالبحث العلمي بحكومة بن فليس الثالثة.